# St. Michael (Krefeld)

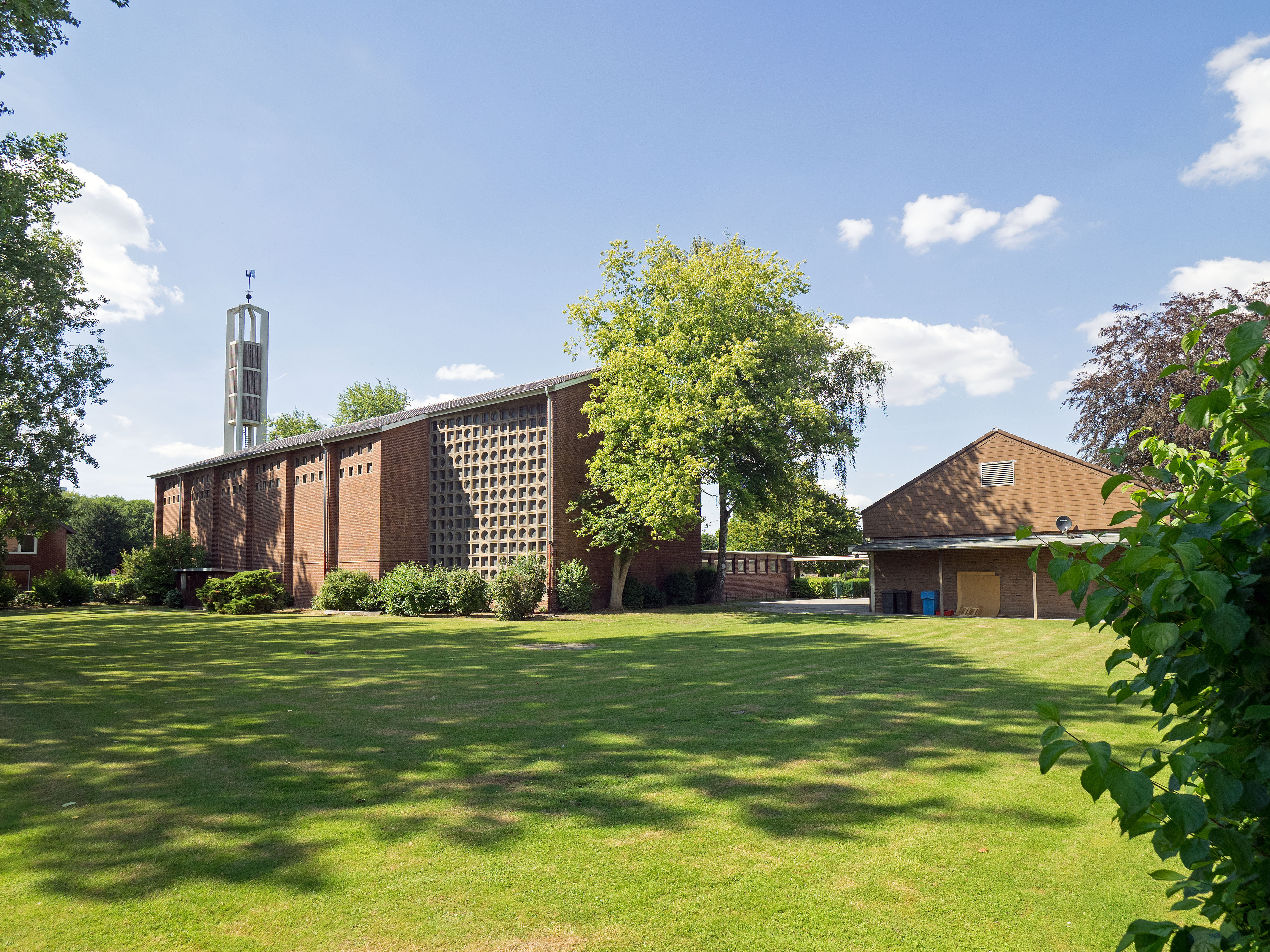
St. Michael in Krefeld

St. Michael ist eine römisch-katholische Pfarrkirche in der Siedlung Lindental der Stadt Krefeld in Nordrhein-Westfalen. Sie steht unter dem Patronat des hl. Erzengels Michael (Gedenktag 29. September) und wurde von 1956 bis 1957 nach Plänen von Jodokus Kehrer erbaut.
Zur Pfarrvikarie zählen neben der Siedlung Lindental auch Teile von Benrad und Teile von Tackheide inkl. Ferlingshof, Konnertzhof und Voosenhof.

## Geschichte
Nachdem 1900 von August Thyssen die Krefelder Stahlwerke gegründet worden waren, siedelten im Westen Krefelds, auf dem Gebiet der Tackheide, immer mehr Menschen. Obwohl die Tackheide verwaltungstechnisch zu Krefeld gehörte, zählte sie kirchlicherseits zur Pfarre St. Tönis. Die Anwohner wandten sich 1932 an das Bistum Aachen mit der Bitte um seelsorgliche Betreuung der Siedlung, da der Weg zur Pfarrkirche nach St. Tönis recht weit war. Darauf machten die Edelstahlwerke Krefeld das Angebot eine Simultankirche zu stiften, dies wurde jedoch durch die nationalsozialistische Regierung stark verzögert, erst 1941 konnte eine Stiftung der Edelstahlwerke angenommen werden, aufgrund des Zweiten Weltkrieges verzögerte sich jedoch die weitere Planung. 1946 wurde mit dem Priester Josef Schneider ein eigener Rektor ernannt. Zum 1. April 1956 wurde das Rektorat St. Michael gebildet und 1960 zur Pfarrvikarie erhoben.
1954 stellten die Edelstahlwerke einen Bauplatz zur Verfügung. Mit den Planungen der neuen Kirche wurde der Stolberger Architekt Jodokus Kehrer beauftragt. 1956 wurde mit dem Bau begonnen und nach einjähriger Bauzeit war das neue Kirchengebäude fertiggestellt. Die feierliche Kirchweihe war am 15. Dezember 1957. Noch fehlte allerdings der Glockenturm. Dieser wurde 1963 nach Plänen der Architekten Winter und Stappmann, Krefeld, erbaut.

## Baubeschreibung
St. Michael ist eine einschiffige, flachgedeckte Saalkirche aus Backsteinen mit eingezogenem rechteckigem Chor im Stil der Nachkriegsmoderne. Der Glockenturm ist freistehend (Campanile).

## Ausstattung
Im Innenraum befinden sich Wandbehänge, die von Maria und Michael Fünders entworfen und ausgeführt worden sind. Die Orgel ist ein Werk von Verschueren Orgelbouw aus dem Jahr 1960. Sie wurde 1982 durch die Orgelbauwerkstatt Wilbrand, Übach-Palenberg, restauriert.

## Rektoren und Pfarrvikare
Folgende Priester wirkten bislang als Rektor bzw. Pfarrvikar an St. Michael:
- 1946–1947: Josef Schneider
- 1947–1948: P. Hermann Krolage SCJ
- 1948–1949: P. Ludwig Amkreuz SCJ
- 1949–1952: P. Wilhelm Baller SCJ
- 1952–1956: P. Joseph Hillekamp SCJ
- 1958–1962: P. Theodor Schütt SCJ
- 1962–1975: P. Joseph Zinzius SCJ
- 1975–1985: P. Karl Hogeback SCJ
- 1985–1990: P. Clemens Schäfer SCJ
- 1990–?: P. Peter Busch SCJ